# South Walls

South Walls est une île de l'archipel des Orcades au nord de l'Écosse.
Elle est située au sud de l'île de Hoy.
South Walls forme le côté sud du port de Longhope, Orkney (en).
L'île a une superficie d'environ 1 100 ha et une altitude maximum de 57 m.
South Walls n'est plus vraiment une île isolée depuis qu'elle est reliée à Hoy par une petite route passant sur une digue.

## Phare

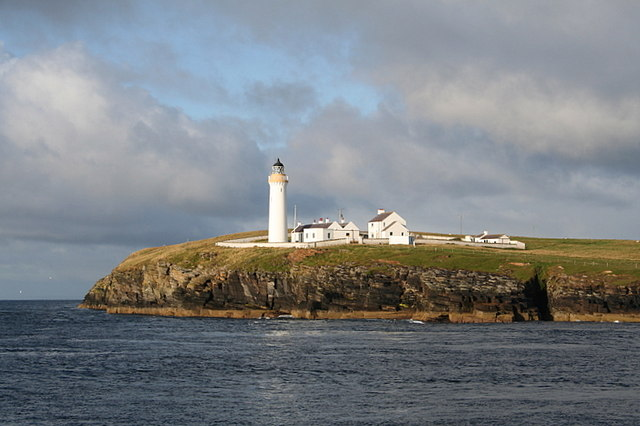
Le phare sur South Walls